# Segunda División de Nicaragua 2010-11
La Segunda División de Nicaragua 2010-11 fue la temporada 2010-11 de la segunda categoría de fútbol de Nicaragua. Constó de 16 equipos que jugaron dos torneos: Apertura y Clausura.

## Formato
Se divide el año futbolístico en dos torneos Apertura 2010 y Clausura 2011.
Cada torneo tiene tres fases:
- La primera fase o temporada regular: los 16 clubes son divididos en dos grupos, A y B, donde los 8 clubes de cada grupo juegan en contra de los otros 7 clubes de su grupo dos partidos alternando la localía. Califican a la siguiente ronda los 2 mejores de cada grupo.
- La segunda fase o ronda semifinal donde los 4 clubes restantes se enfrentan entre sí dos veces alternando localía. Califican a la siguiente ronda los 2 mejores de la tabla.
- La Final se juega a ida y vuelta. El segundo partido será en casa del equipo que terminó primero la segunda fase.
Finalmente si un equipo gana los dos torneos será coronado Campeón Nacional de Segunda División
Si hay campeones diferentes el Campeón Nacional de Segunda División se definirá en una final a doble partido denominada "Finalísima" en que el campeón de Clausura jugaría la vuelta de local.

## Ascenso
Puede haber uno o dos equipos que asciendan a Segunda División. El ascenso directo será para el Campeón Nacional de Segunda División. El subcampeón jugará un repechaje o promoción contra el penúltimo lugar de la temporada regular de Primera División
En caso de que el Campeón Nacional de Segunda División allá ganado tanto el Torneo de Apertura como el de Clausura. El subcampeón se definiría a una eliminatoria a doble partido entre el subcampeón de Apertura y el subcampeón de Clausura. Si el subcampeón de Apertura y el subcampeón de Clausura son el mismo equipo, este equipo sería el Subcampeón de Segunda División.

## Final de Apertura
| Fecha      | Ciudad     | Equipo local  | Resultado | Equipo visitante |
| ---------- | ---------- | ------------- | --------- | ---------------- |
| 2 de enero | Managua    | Juventus      | 0 - 0     | Chinandega FC    |
| 9 de enero | Chinandega | Chinandega FC | 1 - 0     | Juventus         |

| 2 de enero | Juventus | 0-0 | Chinandega FC | Olímpico IND, Managua |  |

| 9 de enero | Chinandega FC        | 1-0 | Juventus | Efraín Tijerino, Chinandega |  |
|            | Ariacny Alvarado 55' |     |          |                             |  |

| Nicaragua             |
| Campeón Chinandega FC |

## Final de Clausura
| Fecha      | Ciudad     | Equipo local  | Resultado | Equipo visitante |
| ---------- | ---------- | ------------- | --------- | ---------------- |
| 15 de mayo | Chinandega | Chinandega FC | 0 - 1     | Juventus         |
| 22 de mayo | Managua    | Juventus      | 2 - 1     | Chinandega FC    |

| 9 de mayo | Chinandega FC | 0-1 | Juventus         | Efraín Tijerino, Chinandega |  |
|           |               |     | José Ramírez 36' |                             |  |

| 22 de mayo | Juventus                             | 2-1 | Chinandega FC   | Cranshaw, Managua |  |
|            | René Montoya 15' · Norlan Cuadra 74' |     | Erlin Moran 38' |                   |  |

| Nicaragua        |
| Campeón Juventus |

## Finalísima
| Fecha      | Ciudad     | Equipo local  | Resultado | Equipo visitante |
| ---------- | ---------- | ------------- | --------- | ---------------- |
| 29 de mayo | Managua    | Juventus      | 0 - 0     | Chinandega FC    |
| 5 de junio | Chinandega | Chinandega FC | 0 - 1     | Juventus         |

| 29 de mayo | Juventus | 0-0 | Chinandega FC | Cranshaw, Managua |  |

| 5 de junio | Chinandega FC | 0-1 | Juventus          | Efraín Tijerino, Chinandega |  |
|            |               |     | Norlan Cuadra 52' |                             |  |

| Nicaragua                                |
| Campeón Juventus FC                      |
| Asciende a Primera División de Nicaragua |

## Repechaje por el Ascenso
| Fecha       | Ciudad     | Equipo local  | Resultado | Equipo visitante |
| ----------- | ---------- | ------------- | --------- | ---------------- |
| 12 de junio | Chinandega | Chinandega FC | 2 - 0     | Xilotepelt       |
| 19 de junio | Jinotepe   | Xilotepelt    | 3 - 1     | Chinandega FC    |

| 12 de junio | Chinandega FC                       | 2-0 | Xilotepelt | Efraín Tijerino, Chinandega |  |
|             | Luis Sinclair 7' · Vidal Alonso 55' |     |            |                             |  |

| 19 de junio | Xilotepelt                                               | 3-1 | Chinandega FC      | Pedro Selva, Jinotepe |  |
|             | Emilio Palacios 14' · Jaime Romo 52' · Pedro Arteaga 78' |     | Leslie Caldera 80' |                       |  |

| Nicaragua                                |
| Ascenso a Primera División Chinandega FC |